# Aporrhiza
Aporrhiza es un género con nueve especies de plantas de flores perteneciente a la familia Sapindaceae. 

## Especies seleccionadas
- Aporrhiza lastoursvillensis
- Aporrhiza le-testui
- Aporrhiza multijuga
- Aporrhiza nitida
- Aporrhiza paniculata
- Aporrhiza rugosa
- Aporrhiza talbotii
- Aporrhiza tessmannii
- Aporrhiza urophylla

- Datos: Q3438111
- Especies: Aporrhiza